# Fundybaai
De Fundybaai of de Baai van Fundy is een baai tussen de Canadese provincies New Brunswick en Nova Scotia, ook grenzend aan een stukje van de Amerikaanse staat Maine, aan de Atlantische kust van Noord-Amerika. De Fundybaai staat bekend als de plaats met het grootste getijdenverschil ter wereld, met 16 meter verschil tussen hoog- en laagwater.

## Grenzen
Het Internationale Hydrografische Organisatie heeft de grenzen van de baai als volgt gedefinieerd, een lijn van Cape St. Mary (44"05' N) op Nova Scotia, via Machias Seal Island (44° 30′ NB, 67° 6′ WL) naar Little River Head (44'39' N) in Maine. Dit correspondeert met het gebied boven de 44e noorderbreedtegraad. Het heeft hiermee een oppervlakte van circa 16.000 km².

## Beschrijving
Het is een diepe, rechte, enigszins trechtervormige baai. Aan het einde in het noordoosten splitst de baai in twee delen, de Chignecto-baai en het Minas-bekken. De baai is in totaal zo'n 290 kilometer lang en de monding is 100 km breed. De zeebodem ligt tussen de 120 en 215 meter onder de zeespiegel. Het is miljoenen jaren geleden gevormd toen de continentale platen uit elkaar gingen. Er ontstonden onder water diepe valleien die grotendeels zijn opgevuld met sediment.
Mede door de trechterachtige vorm is het effect van het getij zeer groot. In het oostelijke uiteinde van de baai is het verschil tussen eb en vloed bijna 17 meter en nergens anders in de wereld is dit verschil zo extreem. Bij een gemiddeld getij, dubbeldaags, stroomt meer dan een miljard ton zeewater de baai in en uit.
Door deze enorme waterverplaatsing wordt het zeewater verticaal goed gemengd, het is mede daarom zeer voedselrijk waarvan veel vissen profiteren. Dit niet alleen in de baai maar ook daarbuiten bij Georges Bank.
Een ander effect van het getijde is vloedbranding in de rivieren die in de baai uitmonden. Het opkomende zeewater stroomt in de rivier waardoor het rivierwater, dat in de tegenovergestelde richting stroomt, wordt opgestuwd.
Om van deze waterverplaatsing te profiteren werd in 1984 de Annapolis Tidal Generating Station in gebruik genomen. Het is de eerste en enige  getijdencentrale in Noord-Amerika. De centrale produceert 80-100 miljoen kilowattuur per dag, genoeg om zo'n 4500 huishoudens van elektriciteit te voorzien. De centrale is in 2019 buiten gebruik gesteld vanwege de hoge vissterfte.
Een belangrijke toeristische attractie is Hopewell Rocks. Deze rotsformaties aan de kust zijn ontstaan door getijdenerosie. Door het oprukkende en terugtrekkende water en de invloed van de golven is de basis sneller geërodeerd dan de toppen waardoor deze bijzondere formaties zijn ontstaan.

## Fotogalerij

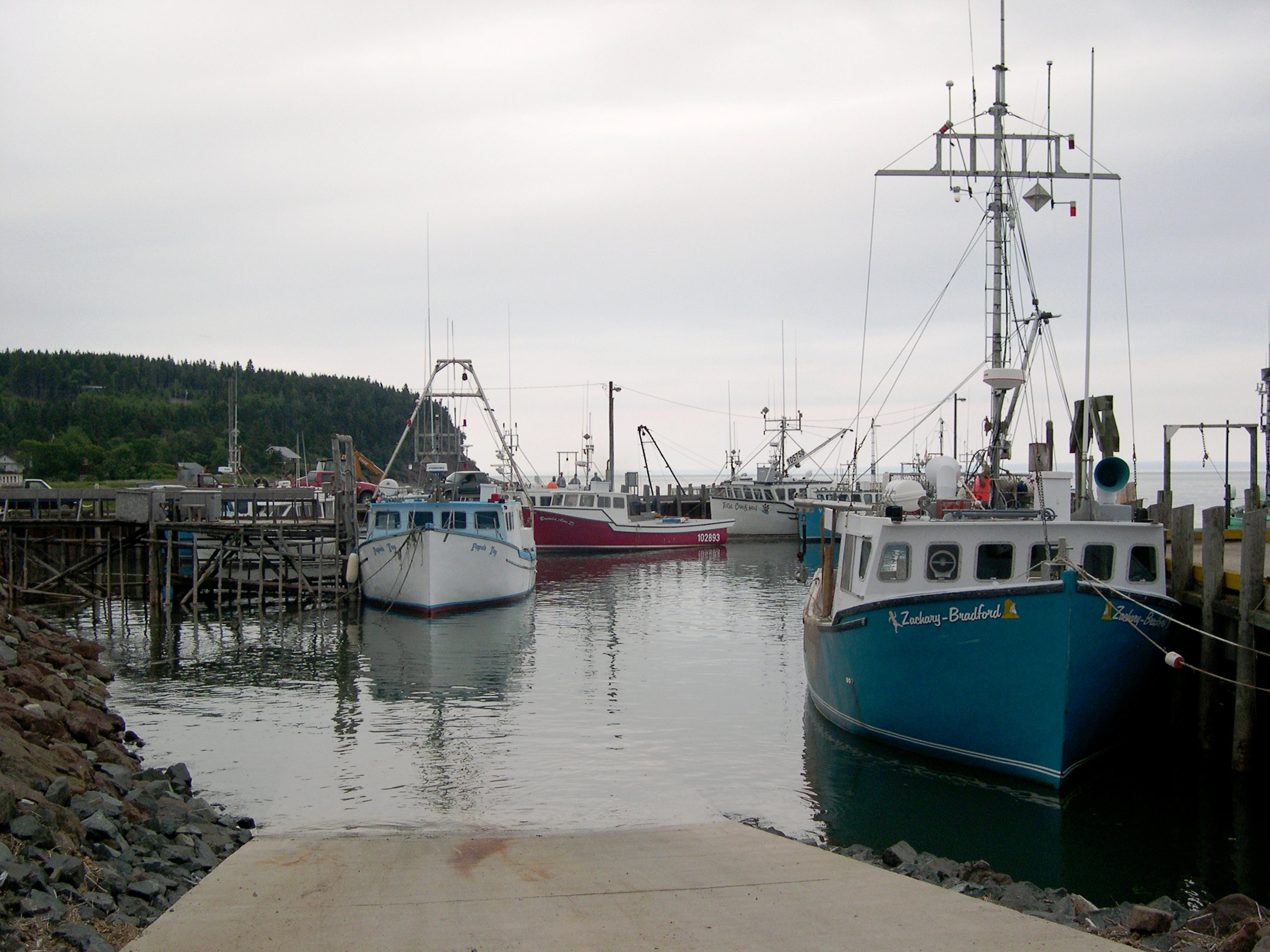
Hoogwater
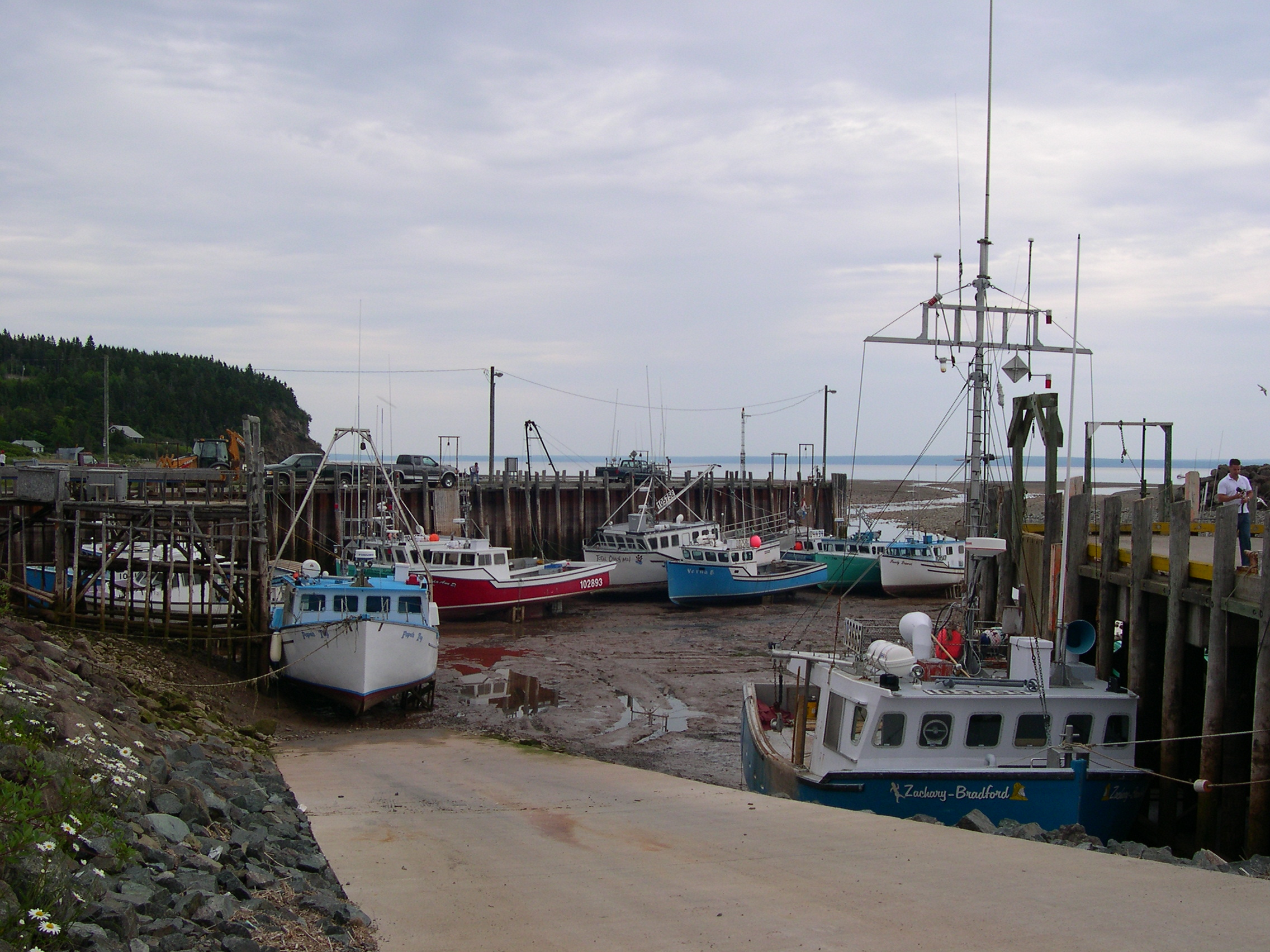
Laagwater
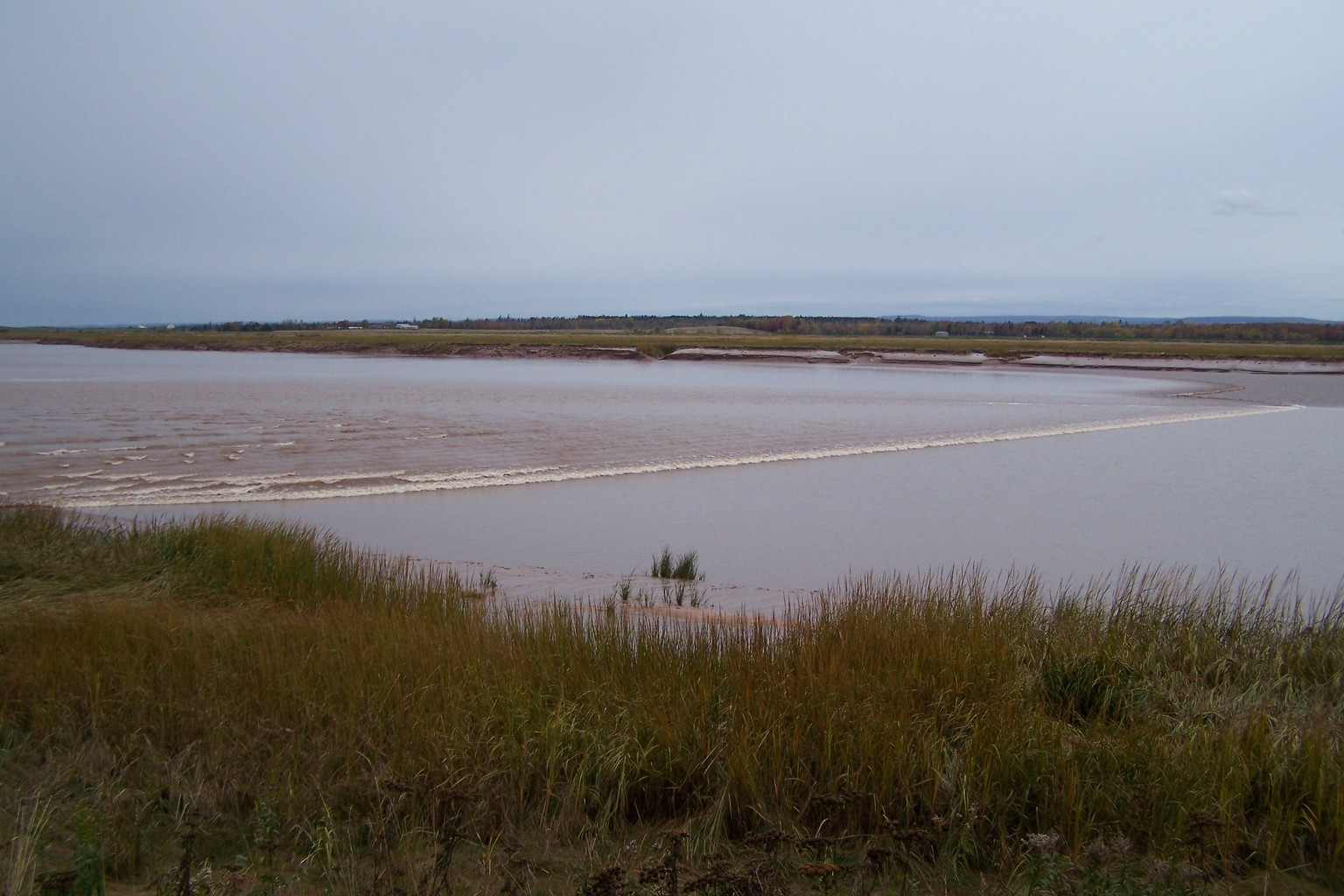
Vloedbranding in de Salmon rivier
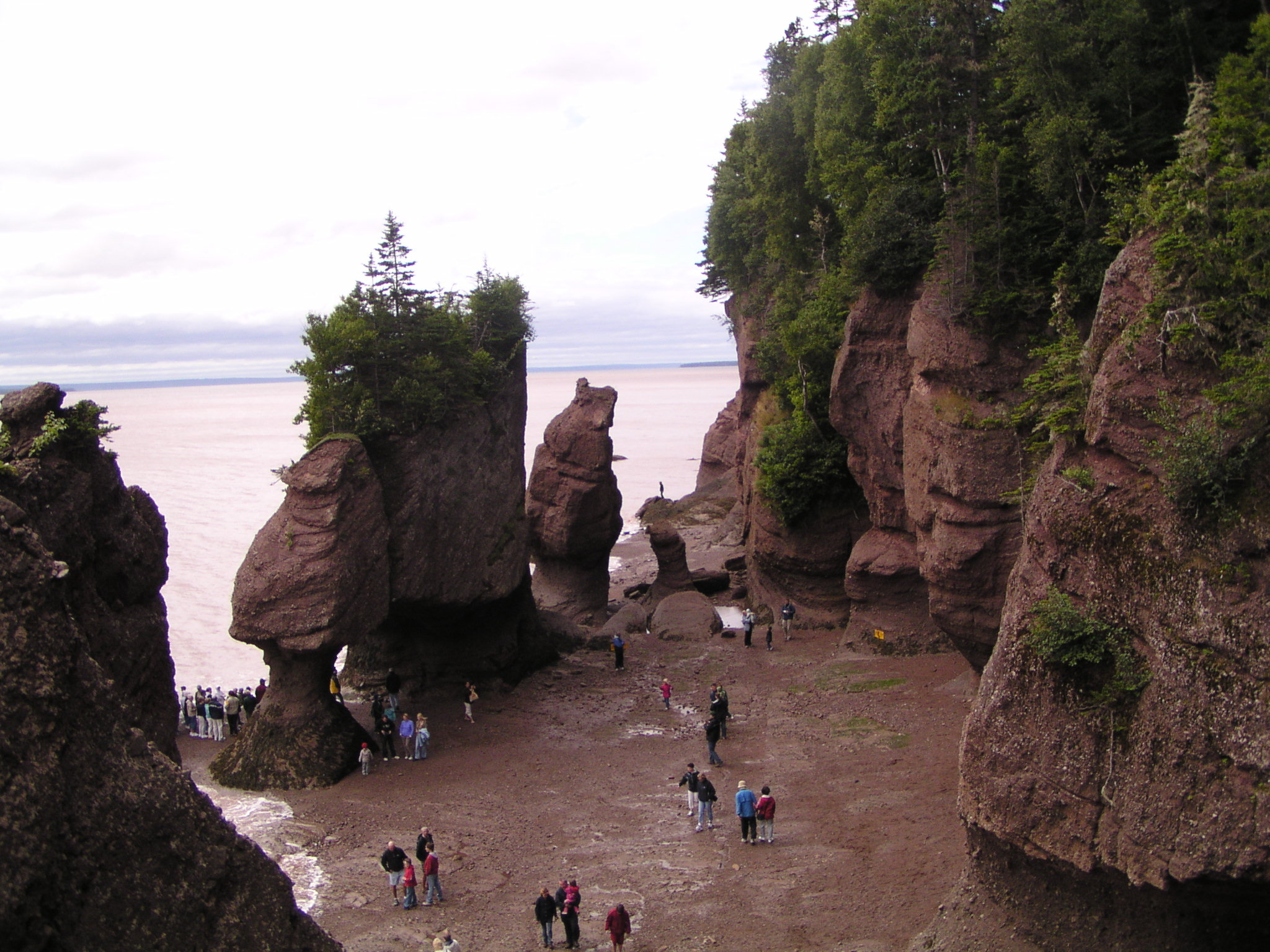
Hopewell Rocks